# Бяла Слатина
Бя̀ла Сла̀тина (на местния говор Бела Слатина, изписване до 1945 година: Бѣла Слатина) е град в област Враца, Северозападна България. Той е административен и стопански център на община Бяла Слатина.
Населението на града към края на 2019 година е 9 644 жители. По данни на ГРАО към 15 септември 2023 г. в града живеят 11 041 души по настоящ адрес и 12 342 души по постоянен адрес.
Според специалисти, занимаващи се с произхода на имената (ономастици), името Слатина означава 'солен извор'.

## География
Градът се намира на около 50 км североизточно от Враца в Северозападна България, област Враца, община Бяла Слатина. Бяла Слатина се намира в ниска част на равнината и затова при движение по пътя за града самият град не се вижда. Бяла Слатина е един от малкото градове строени планово – с прави и дълги улици. На север от града се намира вилна зона (застроени вили по цялата дължина на града). Покрай града от север-североизток минава река Скът.

## Климат
Климатът в града е умереноконтинентален. Пролетта е хладна и ветровита, лятото е много горещо, есента е слънчева, а зимата е студена със силни североизточни ветрове. Средните годишни валежи са между 500 и 550 мм, характерни за умереноконтиненталния климат.

## История на града
Най-старото селище в центъра на Бяла Слатина е от епохата на средния неолит, втората половина на шестото хилядолетие пр. Хр. Останките от това селище са открити на самия бряг на р. Скът и се простират на юг до градската баня и до парка. Има още няколко неизследвани праисторически селища в района на днешния град. При изкопни работи за основите на читалищната сграда на югоизток от центъра на града са открити останки от селище и некропол, съществували през бронзовата епоха. Намерени са глинени съдове и един бронзов връх за кама, които се съхраняват в Националния археологически музей. На изток от града до извора Сладнѝца, бившата училищна градина, също има следи от антично тракийско селище.
Видно от османски документи от периода XV – XIX в. Бяла Слатина е заварена от османската инвазия с днешното си име. Изглежда, че Бяла Слатина и целият край много са пострадали при един селски бунт против султана през 1766 г., в резултат на което много от селата били обезлюдени, а други останали с население по-малко от половината. Поради това турската администрация заселила в този район помаци от Ловешко и Тиквешко. Според един списък от 1876 г. българомохамеданите в Бяла Слатина наброяват близо 100 къщи и 156 жители (броени са само мъжете). След Освобождението помаците постепенно се изселват в Анадола.
С указ № 317 от 26 юни 1880 г. Бяла Слатина става околийски център на окръг Орехово и е околия до 1959 г. на Врачанска област.
Първата болница в селото е открита през 1889. През 1907 година толстоисти правят опит да основат своя колония в селото и дори инсталират там печатна машина, но са изгонени от местните жители.
В първите години на XX век градът е известен с трайната си подкрепа за Прогресивнолибералната партия.
При избухването на Балканската война в 1912 година трима души от Бяла Слатина са доброволци в Македоно-одринското опълчение. Бяла Слатина е обявена за град с указ на цар Фердинанд от 27 юни 1914 година. Илия Калканов е кметът, по чието време населеното място става град.

## Население
Долната таблица показва изменението на населението на града в периода след Втората световна война (1946 – 2016):
| Бяла Слатина                                                                               | Бяла Слатина | Бяла Слатина | Бяла Слатина | Бяла Слатина | Бяла Слатина | Бяла Слатина | Бяла Слатина | Бяла Слатина | Бяла Слатина | Бяла Слатина | Бяла Слатина | Бяла Слатина | Бяла Слатина |
| ------------------------------------------------------------------------------------------ | ------------ | ------------ | ------------ | ------------ | ------------ | ------------ | ------------ | ------------ | ------------ | ------------ | ------------ | ------------ | ------------ |
| година                                                                                     | 1946         | 1956         | 1965         | 1975         | 1985         | 1992         | 2001         | 2005         | 2007         | 2009         | 2011         | 2016         | 2021         |
| население                                                                                  | 9324         | 13442        | 14951        | 15745        | 16042        | 15995        | 13864        | 12695        | 12412        | 12541        | 11227        | 10985        | 9248         |
| Източници: Национален статистически институт , „Citypopulation.de“ и „Pop-stat.mashke.org“ |              |              |              |              |              |              |              |              |              |              |              |              |              |

Преброяване на населението през 2011 г.
Численост и дял на етническите групи според преброяването на населението през 2011 г.:
|                     | Численост | Дял (в %) |
| Общо                | 11227     | 100.00    |
| Българи             | 8070      | 71.88     |
| Турци               | 218       | 1.94      |
| Цигани              | 1244      | 11.08     |
| Други               | 17        | 0.15      |
| Не се самоопределят | 106       | 0.94      |
| Неотговорили        | 1572      | 14.00     |

## Икономика
- „Балканкар Мизия“ АД (не функционира)
- „Вега стар“ ЕООД – консервна фабрика(не функционира)
- „Гарант“ АД – машиностроителен завод
- „Пионер“ АД – шивашка фабрика(не функционира)
- „ТК Текс“ АД
- „Фортуна-ФЗ“ АД
- „Милве“ АД (не функционира)
- „Рила Стил“ АД – клон (не функционира)
- „Юнион Левъл“ АД – клон
- „Капаска“ ООД – клон
- Нешо Миранов ЕТ
- „Искра“ ООД
- „Кардинал“ ЕТ
- „ПапасМел“ ЕАД – мелница

По време на социализма в града са работили няколко големи завода. Тогава градът бързо се е разраствал и от него държавата е печелела много. Например по-голямата част от продукцията на шивашкото предприятие „Пионер“ е изнасяна в СССР. Произвеждани са и части за мотокари. След промените от 1989 г. предприятията са приватизирани, земеделската земя е реституирана, в града остават почти всички заводи, но с много намален персонал и производство.

## Обществени институции
- Общинска администрация, Бяла Слатина
- Дирекция „Социално подпомагане“
- Дирекция Бюро по труда

### Кметове
- 2011: Иво Цветков (ГЕРБ) печели на втори тур срещу Венцислав Василев (БСП)
- 2007: Венцислав Василев (БСП) печели на втори тур с 64,18% срещу Мехти Касъмов (Солидарност)
- 2003: Милко Симеонов (БСП, БЗНС Александър Стамболийски, ОБТ, ПДСД) печели на втори тур с 67% срещу Данаил Йолов (независим)
- 1999: Милко Симеонов (БСП, БЗНС Александър Стамболийски, ПК Екогласност) печели на втори тур с 58% срещу Параскева Ненчева (ОДС)
- 1995: Иван Георгиев (Предизборна коалиция БСП, БЗНС Александър Стамболийски, ПК Екогласност) печели на втори тур с 56% срещу Тодорин Диковски (независим)

## Култура
През зимата на 1892 г., по инициатива на Иван А.Цонев, главен бирник на селото, и със съдействието на Гюздо Петков и други будни хора се основава читалище и се именува „Развитие“. Читалището разполага с библиотека, художествена галерия, танцови зали и др. През годините се появяват и художествените любителски колективи като: Белослатинския театър, Детско театрално студио „Буратино“, Детска театрална школа „Лъч“, появява се и музикалното изкуство като се свормират Духовата музика, Четригласният смесен хор, Мъжка вокална група, Детски народен хор, Смесеният камерен хор, Детските вокални групи: „Мини Мис“, „Бяла Слата“, „Бони-Бон“ и Детска музикална школа, появява се и танцовото изкуство, като се създават: танцов състав „Развитие“, тогавашният ансамбъл „Пионер“, група на характерни танци, група по модерен балет, балет „Грация“. През 1983 г. е построена новата сградата на читалище „Развитие“.

## Образование
- НУ „Цани Гинчев“
- НУ „Христо Ботев“
- НУ „Христо Смирненски“
- ОУ „Св. Климент Охридски“
- СОУ „Васил Левски“
- ПАГ „Никола Йонков Вапцаров“
- ПГО „Елисавета Багряна“

## Забележителности
- „Китката“ е местност с дъбова горичка, намираща се край западния край на Бяла Слатина. Тя е бивш дългогодишен символ на града и общината, включен в герба на града. Горичката включва 15-ина дъбове, израснали в кръг като китка, намираща се в близкия район, известен като Агиното бранище. Към 2012 г. вече не съществува, горичката с дъбовете е унищожена.
- Паметник на Ботевия четник Кольо Радев-Черкеза – намира се на гроба му в двора на храм „Света Параскева“.
- Паметник на поета революционер Николай Хрелков – намира се в централния градски парк.
- Паметник „Перката“ – паметник на загинали по време на Втората световна война съветски летци. Намира се на едно от възвишенията североизточно от града в местността „Лесопарка“. До паметник във вид на част от самолетно витло, се стига по извити бетонни стъпала от местността „Езерото“.
- Паметник на Цола Драгойчева – намира се на централния градски площад.
- Паметник на антифашиста Благой Монов – намира се в двора на прогимназия „Св. Климент Охридски“.
- Паметник на военнослужещите и доброволците от града, загинали по време на Сръбско-българската война, Балканската война, Междусъюзническата война, Първата световна война и Втората световна война. Представлява стоманобетонна конструкция, облицована с мрамор, с надпис „Българийо, за тебе те умряха!“. На 3 плочи от черен гранит са списъците с имената по азбучен ред на загиналите през войните. Построен е през 2014 година. Намира се на централния градски площад пред сградата на общинската администрация.
- Читалище „Развитие 1892“ се намира се на площад „Демокрация“ № 1

## Редовни събития
- Майски културни празници: провеждат се всяка година около празника на славянската просвета и култура 24 май.
- Традиционен белослатински панаир: провежда се всяка година около 14 септември Кръстовден. Празникът продължава няколко дни. Включва културна програма и представяне на браншови организации.
- Празник на Бяла Слатина: отбелязва се на църковния празник Кръстовден (14 септември) с решение на Общинския съвет от 2002 г.

## Личности
Родени в Бяла Слатина
- Блага Димитрова (1922 – 2003) – писателка, сценаристка, поетеса и вицепрезидент на Република България
- Цола Драгойчева (1898 – 1993) – политик от БКП
- Васил Габровски (1930 – 2011) – художник-живописец, дизайнер, монументалист, председател на СБХ, Враца (1972 – 1988), сред основателите на художествената галерия в града
- академик Васил Николов (р. 1951 – археолог)
- Весела Драганова (р. 1964) – председателка на Партията на българските жени
- Георги Божинов (р. 1949) – политик
- проф. Димитрина Кауфман (р. 1944) – музиколожка и фолклористка, създателка и ръководителка на хорове
- Емил Трифонов – Кембъла (1964 – 2007) – музикант, телевизионен водещ и шоумен
- Десислава Сашова(Диона)-рап и попфолк изпълнител
- Кристина Пламенова-модел и участник в Ергенът 2
- проф. д-р Йордан Стаменов (р. 1940) – физик, завършил в Дрезден „Ядрена физика“, директор на Института по ядрени изследвания и ядрена енергетика на БАН
- Лъчезар Лазаров (1952 – 2019) – журналист, учител, книгоиздател, поет и общественик
- Маргарита Дакова (1926 – 1984) – основоположничка на музея в Добрич, етнографка, публицистка
- Милен Гетов (1925 – 2022) – кинорежисьор, журналист и драматург
- Николай Хрелков (1894 – 1950) – поет, публицист и преводач
- Петко Карлуковски (1921 – 1974) – актьор
- Петър Маринов Нанев (1954 – 1990) – преподавател по латински език в Тракийския университет в Стара Загора
- доц. Светла Владимирова Цанкова (р. 1969) – доктор по философия, преподавателка в УНСС
- Събка Николова Тодорова-Цанкова (р. 1948) – заслужил учител и общински съветник от БСДП
- Цанко Бозайников (1928 – 2003) – музикант, музикален педагог и композитор, съосновател (1954) на Детската музикална школа и пръв неин директор, организатор и ръководител на инструментални състави и хорове
- проф. Цанко Яблански (р. 1944) – професор по генетика и селекция на животните, заместник-ректор на Тракийския университет, кмет на Стара Загора, посланик в Израел
- Цветан Сираков (р. 1943) – художник, живописец, читалищен деятел, общественик
- Цено Йолов (1929 – 1998) – учител, автор на 3 учебника

Свързани с града
- Георги Цанев (1943 – 2008) – писател, поет, журналист и общественик
- Иванчо Съйнов – народен будител и революционер
- Кольо Радев-Черкеза (1850 – 1927) – революционер, участник в Ботевата чета
- Красимир Андреев (р. 1935) – учител, диригент и композитор
- Красимира Василева Милчева – журналистка, учителка, поетеса, общественичка
- Марин Попандреев (1840 – 1916) – свещеник, народен будител, общественик
- Никола Джамджиев – учител, революционер, народен будител
- Николай Димитров Фенерски (р. 1974) – журналист, публицист, писател, преводач, общественик
- Светослав Обретенов (1909 – 1955) – композитор, диригент и общественик
- Филип Симидов (1852 – 1925) – учител, революционер, народен будител
- Христо Цанев Карлуковски (1870 – 1956) – индустриалец, основател на фабрика „Енергия“ в Бяла Слатина и общественик, деец на БРСДП (широки социалисти)
- Цани Гинчев (1832 – 1894) – народен будител, писател, публицист и учител
- Цветан Близнаков (1929 – 2012) – педагог, дългогодишен ръководител на шахматната секция в града, актьор-самодеец, публицист, писател, общественик
- Йонислав Йотов Тото (Рапър)

## Спорт
- Футболен клуб „Чавдар“ (Западна Б група)-з
- Волейболен клуб „Чавдар“
- Волейболен клуб ,,Нике"
- Джудо клуб „Чавдар“ 2015
- Сумо клуб ,, Чавдар"
- Тенис клуб ,, Бела Понте"
- СК ,,Шампион"-клуб по бокс, кикбокс и муай тай